# Popponen
Die fränkischen Babenberger oder auch Popponen stammen ursprünglich aus dem Grabfeldgau. Der Name steht mit der einstigen Babenburg auf dem Bamberger Domberg in Verbindung.

## Geschichte
Der älteste bekannte Ahn der fränkischen Babenberger war Poppo, der wahrscheinlich von dem Robertiner Cancor abstammt. Insofern sind die Popponen eine frühe Nebenlinie der Robertiner, aus denen das französische Königsgeschlecht der Capetinger hervorging. Nach Poppo wird das Geschlecht auch Popponen genannt. Poppo war im frühen 9. Jahrhundert Graf im Grabfeld, das heute im Grenzgebiet zwischen Bayern und Thüringen liegt. Einer seiner Söhne war Heinrich, der zunächst unter Ludwig dem Jüngeren das Amt des princeps militiae bekleidete. Zur Zeit Karls des Dicken, der die Familie bevorzugte, wurde Heinrich marchio francorum (Markgraf der Franken) und dux Austrasiorum (Herzog der Austrasier). Er fiel 886 im Kampf gegen die Normannen.
Sein Bruder Poppo (II.) war zur gleichen Zeit Markgraf von Thüringen (880–892), wurde aber von Karls Nachfolger Arnulf abgesetzt. Dieser begünstigte statt der Popponen die aus dem Lahngau stammenden Konradiner, die mit seiner Frau Oda verwandt waren.
Die Rivalität zwischen den beiden fränkischen Grafengeschlechtern der Konradiner und fränkischen Babenberger wurde von ihren Bemühungen verstärkt, ihre jeweilige Autorität im mittleren Maingebiet zu intensivieren. Dieser Streit, bekannt als die Babenberger Fehde, erreichte seinen Höhepunkt Anfang des 10. Jahrhunderts während der unruhigen Regierungszeit des Ostfrankenkönigs Ludwig IV., des Kindes. Führer der fränkischen Babenberger waren die drei Söhne von Herzog Heinrich – Adalbert, Adalhard und Heinrich –, die sich nach der Babenburg (Castrum babenberch) auf dem Bamberger Domberg benannten, in deren Umgebung ihre Besitzungen lagen.
Als die fränkischen Babenberger im Jahre 902 ihrem Herrschaftsbereich kleine Gebietsteile des Bistums Würzburg einverleibten, entzog ihnen König Ludwig IV. im Gegenzug mehrere Güter und gab sie an Bischof Rudolf von Würzburg, einen Konradiner. Das führte zu jahrelanger Fehde zwischen den beiden Geschlechtern. Zunächst vertrieb Graf Adalbert den Bischof aus Würzburg, woraufhin dessen Brüder, die Grafen Konrad, Gebhard und Eberhard, diesem zu Hilfe kamen und der Streit sich bis nach Hessen ausweitete. 906 schließlich, bei einem Überfall der Babenberger auf die Konradiner bei Fritzlar, fielen sowohl Konrad als auch Heinrich von Babenberg im Kampf. Adalhard wurde bald darauf von Gebhard aus Blutrache für den Tod seines Bruders Eberhard getötet.
Der einzig Überlebende der Babenberger Brüder, Adalbert, wurde vom Kanzler und Regenten Hatto I., Erzbischof von Mainz, einem Förderer der Konradiner, an den königlichen Hof gerufen. Er weigerte sich zu erscheinen und hielt für einige Zeit seine Burg Theres (heute Obertheres bei Haßfurt) gegen das königliche Heer, ergab sich aber noch im Jahre 906 und wurde, trotz Hattos Versprechens auf freies Geleit, verurteilt und enthauptet. Der Sohn des oben erwähnten Konrad, Konrad der Jüngere, wurde unangefochtener Herzog von Franken (und im Jahre 911 König des ostfränkischen Reichs), während die Babenberger einen Großteil ihrer Besitzungen und Ämter in Franken verloren. Die Popponen zogen sich auf den nordöstlichen Teil ihres Stammlandes zurück, wo sie um die Burgen Struphe und Henneberg die Grafschaft Henneberg begründeten. Auf dem Boden des ehemaligen babenbergischen Kernlandes, das als erledigtes Reichslehen eingezogen wurde und das Kaiser Otto II. 973 seinem streitbaren Vetter Herzog Heinrich den Zänker schenkte, entstand 1007 das Bistum Bamberg.
Adalberts Sohn Heinrich von Babenberg überlebte die Fehde. Es wird vermutet, dass er der Stammvater der Schweinfurter Grafen und der jüngeren Babenberger Linie war.

## Stammliste der Popponen
1. Heim(e)rich (Heimo), † 5. Mai 795 bei Lüne an der Elbe, 764 Mitstifter von Kloster Lorsch, um 771/785 Graf in der Wetterau, 772/782 Graf im Oberrheingau, 777 Graf im Saalgau, 778 Graf im Lahngau, 784 Abt von Mosbach – Vorfahren siehe Robertiner
  1. Ruadbert (Robert), † wohl 805, Graf 780/781
    1. Cancor, Graf 812
    2. Ruadbert (Robert), 817 Graf im Saalgau, Oberrheingau und Wormsgau

  2. Heimerich (Heinrich), Graf 750/802–812; ⚭ Hadaburg
    1. Poppo I., 819/839 Graf im Saalgau; ⚭ ? NN aus der Familie der Hattonen[1]
      1. Sohn[2]
        1. Heinrich, 860 bezeugt, † 28. August 886 vor Paris, 866 princeps militiae, Markgraf (marchio) der Franken, Dux Austrasiorum, begraben in St. Médard in Soissons; ⚭ ? Ingeltrud, Tochter von Eberhard von Friaul (Unruochinger)[3]
          1. Adalbert, hingerichtet 9. Juni 906, Graf 888
          2. Adalhard, hingerichtet 902, Graf 888
          3. Heinrich, † 902/903, Graf 888
            1.  ? Heinrich, wohl Sohn Adalberts, Adalhards oder Heinrichs, † wohl 935, Graf 912/934 – Heinrich war wohl der Vater von Heinrich von Trier, Poppo von Würzburg und dem Grafen Bertold; sicher ist aber lediglich, dass Heinrich und Poppo Brüder waren
              1.  ? Heinrich I., † 3. Juli 964 in Rom, 956 Erzbischof von Trier
              2.  ? Poppo I., † 14./15. Februar 961, 931–940 königlicher Kanzler, 941–961 Bischof von Würzburg
              3.  ? Berthold, † 15. Januar 980, 941 Graf, 960 Graf im Radenzgau, 961 Graf an der unteren Naab, 973 Graf im Volkfeld, 976 Markgraf, 980 Graf im östlichen Franken; ⚭ 942/943 Eiliswintha (Eila) von Walbeck, † 19. August 1015, Tochter des Grafen Lothar II., Gründerin des Benediktinerklosters Schweinfurt – Nachkommen siehe Schweinfurt (Adelsgeschlecht)

          4. Hadui(ch), † 24. Dezember 903; ⚭ um 869/870 Otto der Erlauchte, Herzog von Sachsen, † 30. November 912 (Liudolfinger)

        2. Poppo (II.), 878/880-906 bezeugt, Markgraf (marchio), dux, 892 Markgraf der Sorbenmark, 903 Markgraf im bayerischen Nordgau, 906 Graf im Volkfeld
          1. Adalbert, 898/915 Graf im Grabfeld
          2. Poppo (III.), † 945, Graf im Grabfeld und Tullifeld
            1.  ? Poppo (IV.), Graf 951/956
            2.  ? Otto (I.), Graf 951/955–982
              1. Otto (II.), Graf 999/1008
                1. Poppo (V.), 1006–1014/18 Abt von Lorsch und Fulda
                2. Otto (III.), Graf 1031/49
                  1. Poppo I., † 7. August 1078 in der Schlacht bei Mellrichstadt, Graf von Henneberg wohl 1037, 1049, 1057; ⚭ Hildegard von Thüringen, Tochter des Landgrafen Ludwig der Bärtige, heiratete in 2. Ehe Thimo von Nordeck (Ludowinger)
                  2. Godebold, † nach 1100, 1057 Burggraf von Würzburg
                    1. Godebold II, † 1144, Burggraf von Würzburg
                      1. Poppo II., † 9. Mai/18. Juni 1155/1156, Graf von Henneberg, 1132 Vogt von Kloster Lorsch; ⚭ Irmgard von Stade, Tochter des Grafen Lothar Udo, Markgraf der Nordmark (Udonen)
                      2. Gebhard, † 17. März 1159, 1122/27 Elekt, 1150 Bischof von Würzburg,
                      3. Günther, † 1161, 1146 Bischof von Speyer
                      4. Otto, 1190–1200 Bischof von Speyer
                      5. Berthold, † 1157, Burggraf von Würzburg – Nachkommen sind die Grafen von Henneberg

                3. Gerberga; ⚭ Heinrich von Schweinfurt, † 18. September 1017, Graf im bayerischen Nordgau (Schweinfurt (Adelsgeschlecht))

          3.  ? Tochter; ⚭ Graf Wilhelm, wohl Wilhelm I. Graf von Weimar-Orlamünde

    2. Heimerich, † 836, Graf
      1.  ? Ratolf, wohl 838 Graf im Grabfeld, 874 Graf (Dux) der Sorbenmark